# Honig im Kopf
Honig im Kopf è un film tedesco del 2014 diretto da Til Schweiger.

## Trama
Amadeus è un anziano signore che soffre di Alzheimer. Mick, figlio di Amadeus e padre di una bambina di nome Tilda, porta, contro la sua volontà, Amadeus in clinica. Sarà proprio la stessa Tilda a far scappare di nascosto suo nonno per fargli intraprendere un lungo viaggio a Venezia.

## Distribuzione
Il film è uscito in Germania il 25 dicembre 2014.

## Remake
Il film è stato ripreso dallo stesso Til Schweiger per realizzare il remake Un viaggio indimenticabile (Head Full of Honey), uscito nel 2018.